# 本多正勝
本多 正勝（ほんだ まさかつ）は、江戸時代初期から前期にかけての人物。本多正純の嫡男。官位は従五位下・出羽守。父の失脚・改易に連座して出羽国に配流された。

## 生涯

### 生い立ち
慶長元年（1596年）、本多正純の嫡男として誕生。
慶長16年（1611年）1月15日、16歳で従五位下・出羽守に叙任。両度の大坂の陣にも参加し、慶長20年（1615年）5月7日の天王寺・岡山の戦いでは首級を挙げた。

### 本多正純の改易
元和8年（1622年）、下野国宇都宮藩15万5000石の藩主であった正純は、出羽国山形藩最上家改易のため出張中に改易を命じられ、同国由利（現在の秋田県由利本荘市周辺）に移された。正純は5万5000石を支給すること（本荘城を中心とする「本荘藩」への減転封）を示されたが固辞したといい、一般に「配流」と表現されている。元和9年（1623年）に大沢（現在の大仙市大沢郷地区）に移され、賄料として1000石を与えられた。寛永元年（1624年）、久保田藩主佐竹義宣に預けられた。
正勝は、父の処分に連座し、出羽への配流をともにしている。正勝には正室（戸田氏鉄の娘）との間に生後間もない長男（本多正好）があったが、正好は父らの配流後、外祖父の戸田氏鉄のもとに引き取られている。

### 横手に死す
佐竹義宣は、横手城代・須田盛秀に正純・正勝父子の身柄を預けた。以後彼らは横手（現在の横手市）に住し、1000石が支給された。横手城の三の丸に相当する高台に本多正純（上野介）父子を幽閉する居館が築かれた。のちに父子の墓が設けられたため、この高台一帯は上野台と呼ばれる。
寛永7年（1630年）5月10日、横手において死去、享年35。父に先立った。横手の正平寺に葬られた。
なお、正勝が没した寛永7年（1630年）には、二男・本多正之が誕生している。正之は「所縁」のある尾張藩付家老の成瀬正虎に引き取られて尾張国犬山で成長し、寛文4年（1664年）に赦免を受けて幕臣に取り立てられている。

## 備考

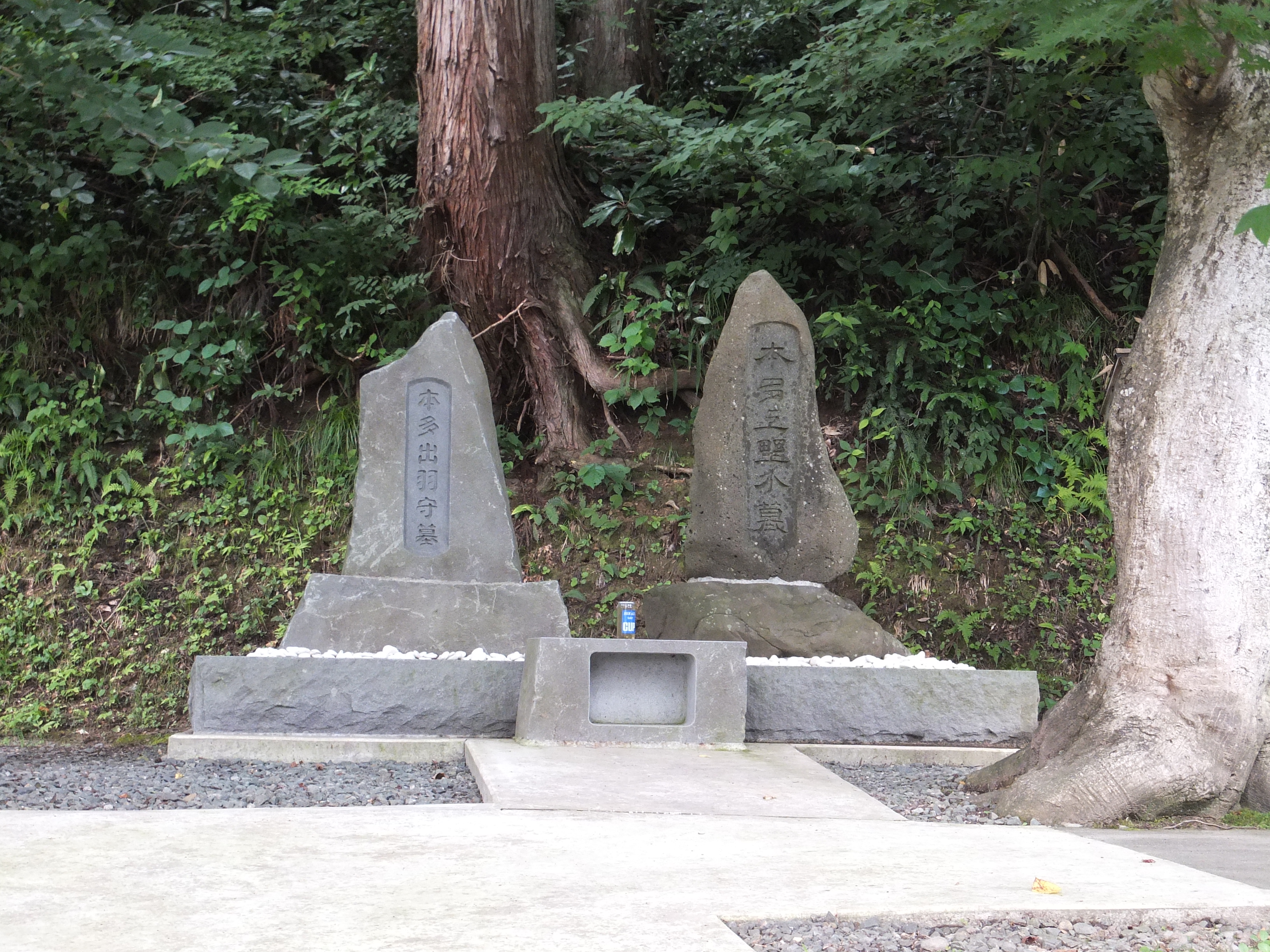
秋田県横手市にある、本多正純（右）・正勝（左）父子の墓（2013年撮影）

- 横手市にある正純の墓碑は、1908年（明治41年）に横手区裁判所・同検事局職員によって建立された[10][注釈 3]。2004年（平成16年）に横手で結成された「本多上野介正純公を学ぶ市民の会」の活動などにより、2011年（平成23年）に正純の墓碑が移築されるとともに、新たに正勝の墓碑が建立された[12][2]。日常的な墓域の清掃などは、地元の上野台町内会によって担われている[13]。

## 系譜
『寛政重修諸家譜』は、2男2女を載せる。
- 父：本多正純（1565-1637）
- 母：酒井重忠娘
- 正室：おさい - 栄春院、戸田氏鉄次女
  - 長男：本多正好（1623-1702） - 本多家改易後、外祖父の戸田氏鉄に迎えられ養育される。戸田家の転封により尼崎から大垣へ居住。その後、安藤氏に招聘され客臣となり、和田角兵衛を名乗る。後に代官職となり、子孫は安藤家臣として2家に分かれた。
- 生母不明の子女
  - 次男：本多正之 - 配流地の横手で出生し正好とは異母兄弟である。正純没後に成瀬正虎に引き取られ、尾張犬山で養育される。寛文4年（1664年）に赦免され、徳川家綱に拝謁、2,000石を賜り幕府旗本として家を再興した。正之には嫡子がなく跡を石川正信の三男・正芳が本多家の養子となり相続した。
  - 長女：戸田氏豊正室 - 母や正好と共に戸田氏鉄のもとに身を寄せる。のち大垣へ移り住む。戸田氏鉄のもとに寓居していた戸田氏豊に嫁ぐ。氏豊の姉は徳川家光の側室・お万の方で、その縁から氏豊も幕府旗本に取り立てられる。
  - 次女：野間三竹室 - 母や正好、姉と共に大垣へ移住。のち奥医師の野間成大に嫁ぐ。野間家は幕府医官として幕末まで存続する。